# Комбинированная дорожная машина
Комбинированная дорожная машина (КДМ) — автомобиль на специальном шасси, с возможностью установки оборудования различных типов (либо уже установленным оборудованием). Данный вид техники относится к классу коммунальной техники. Назначение — содержание дорог в чистоте летом и уборка от снега в зимнее время года. Используется в большинстве российских организаций, оказывающих жилищно-коммунальные услуги.
Комбинированная дорожная машина комплектуется различным оборудованием:
- передние отвалы для уборки с дороги снега, шуги и наледи.
- боковые отвалы для уборки снега, очистки обочин.
- средние грейдерные отвалы для очистки дороги от снега и наледи.
- распределители противогололедных реагентов «Road Master» и ПРС для обработки проезжей части твердыми противогололедными реагентами (песок, песчано-соляная смесь, чистая соль, гранитная крошка).
- распределители жидких противогололедных реагентов РАР.
- подметальные щетки для очистки дорожного полотна зимой и летом.
- передние и задние рампы с форсунками высокого и низкого давления для мойки и полива проезжей части летом.